# کشاورزی اشتراکی

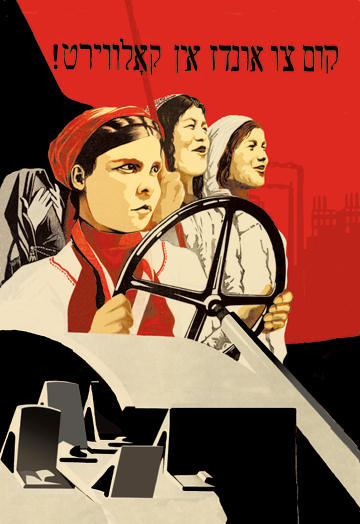
«به سمت مزرعه جمعی برانید!» — پوستر دهه ۱۹۲۰ به زبان ییدیش با حضور زنان کارگر کلخوز

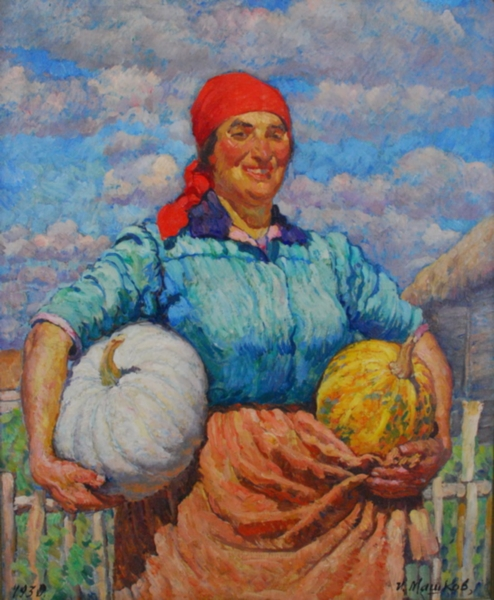
"زنی در کلخوز با کدو تنبل "، ۱۹۳۰ میلادی

کشاورزی اشتراکی انواع مختلفی از «تولیدات کشاورزی است که در آن کشاورزان متعدد مزارع خود را به عنوان یک شرکت مشترک اداره می‌کنند». دو نوع گسترده از مزارع اشتراکی وجود دارد: تعاونی‌های کشاورزی، که در آن مالکان اعضا به‌طور مشترک در فعالیت‌های کشاورزی به عنوان یک صورت «دسته جمعی» شرکت می‌کنند، و مزارع دولتی، که تحت مالکیت و اداره مستقیم یک دولت متمرکز هستند. فرآیندی که توسط آن زمین‌های کشاورزی تجمیع می‌شود، مشترکی‌سازی یا اشتراکی‌سازی (به انگلیسی:collectivization) نامیده می‌شود. در برخی کشورها (از جمله اتحاد جماهیر شوروی، کشورهای بلوک شرق، چین و ویتنام)، هر دو نوع دولتی و تعاونی وجود داشته‌است. برای مثال، اتحاد جماهیر شوروی هم کلخوزی (مزارع تعاونی) و هم سوخوزی ( مزارع دولتی) داشت.

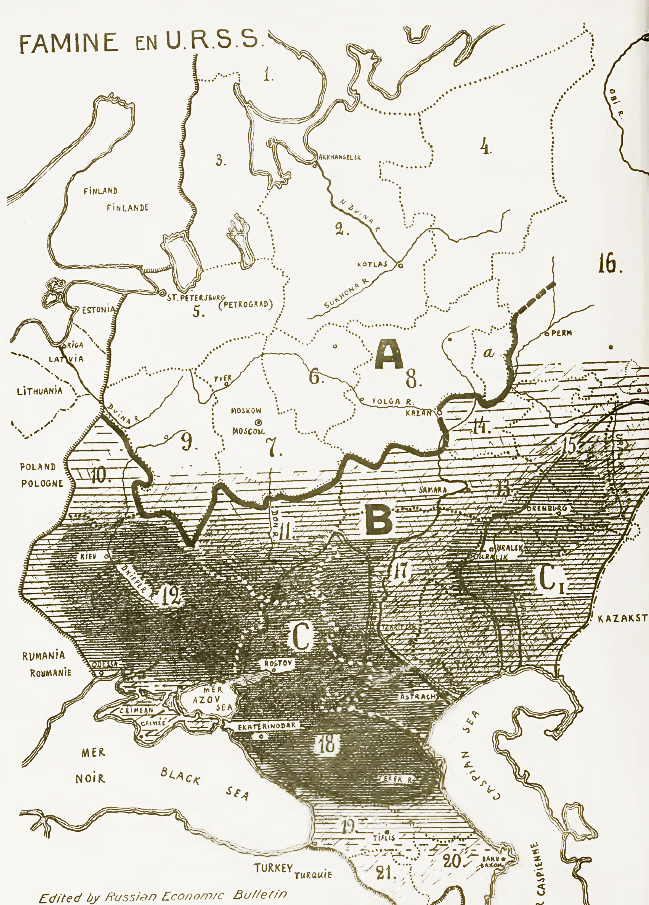
قحطی شوروی در سالهای ۱۹۳۲–۱۹۳۳. مناطق قحطی‌زده‌تر با رنگ سیاه مشخص شده‌اند.

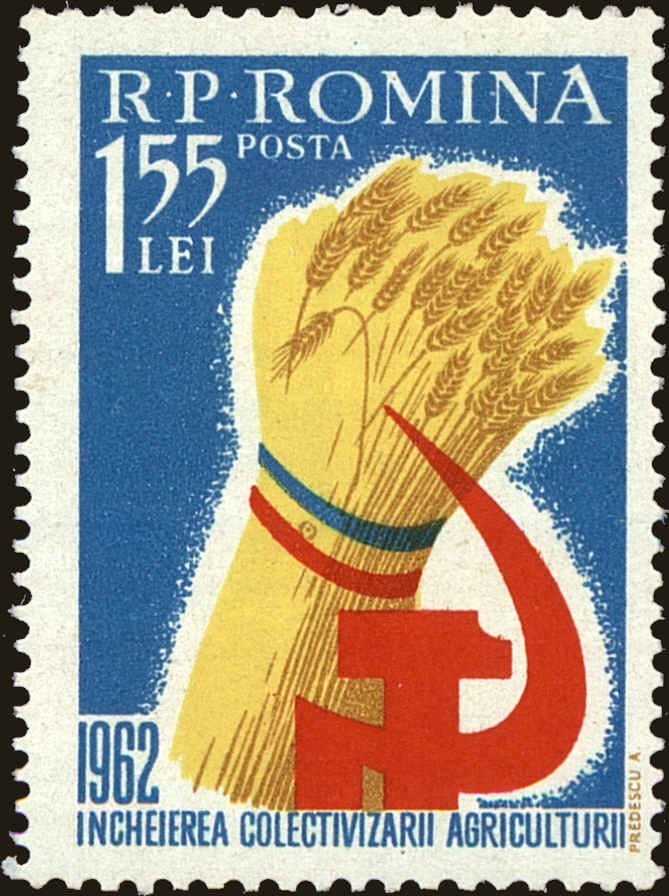
تمبر ۱۹۶۲ رومانیایی که به یاد «تکمیل» اشتراکی‌سازی زمین چاپ شد.

## تاریخچه کشاورزی اشتراکی در قبل از قرن بیستم
گروه کوچکی از خانواده‌های کشاورز یا گله‌دار که با هم در یک قطعه زمین با مدیریت مشترک زندگی می‌کنند، یکی از رایج‌ترین ترتیبات زندگی در تمام تاریخ بشریت بوده. همچنین همزیستی و رقابت با اشکال مالکیت فردگرایانه تر (و همچنین مالکیت دولتی سازمان یافته) از آغاز تاریخ کشاورزی وجود داشته.
مالکیت خصوصی در بیشتر دنیای غرب غالب شد و بنابراین بهتر مورد مطالعه قرار می‌گیرد. روندی که طی آن زمین‌های اشتراکی و سایر دارایی‌ها در اروپای غربی خصوصی شدند، یک سؤال اساسی در پس دیدگاه‌ها دربارهٔ مسئله مالکیت است. کارل مارکس معتقد بود که سیستمی که او کمونیسم پیشین و اولیه (primitive communism) (با مالکیت مشترک) نامیده بود، به صورت ناعادلانه‌ای با ابزارهای استثماری که او آنها را انباشت اولیه سرمایه نامیده بود پایان یافت. در مقابل، متفکران سرمایه‌داری بر این باورند که بر اساس اصل «homestead principle»، هرکسی که اولین کاری را بر روی زمینی انجام داده باشد، مالک قانونی آن است.

## در فرهنگ عامه
در فیلم تالیوودی «2021 Sreekaram»، قهرمان اصلی مردم را برای کشاورزی اجتماعی تشویق می‌کند.
در فیلم ساخت شوروی «The General Line» محصول ۱۹۲۹، مارتا و گروهی از دهقانان در حال سازماندهی یک کلخوز هستند. تولید فیلم به عنوان ترویج دیدگاه اپوزیسیون چپ تروتسکی در مورد اشتراکی‌سازی آغاز شد. پس از ظهور ژوزف استالین و اخراج رقیبش لئون تروتسکی، این فیلم به شدت و به نفع طرفداری از استالین ویرایش شد و دو نسخه «قدیم» و «جدید» از آن وجود دارد.
فیلم اوکراینی شوروی ساخته شده در سال ۱۹۳۰ «زمین» یک دهقان را به تصویر می‌کشد که روستای خود در جمهوری سوسیالیستی شوروی اوکراین را تشویق می‌کند تا از اشتراکی‌شدن استقبال کنند. پس از کشته شدن این شخصیت توسط کولاک‌ها، دهقانان در این عمل موفق می‌شوند.